# Nordmark
Nordmark är en ort i Filipstads kommun och kyrkbyn i Nordmarks socken. 2015 förlorade Nordmark sin status som tätort på grund av folkmängden minskat till under 200 personer. Från 2015 bildar sedan den östra delen Nordmarksberg  en småort.
Nordmark är ett gammalt gruvsamhälle, ca 1,5 mil norr om Filipstad. När järnmalmsbrytningen upptogs är okänt, men redan 1540 fanns tre hyttor i trakten som med största sannolikhet använde sig av Nordmarksmalm. Dessa var Fogdhyttan, Haborshyttan och Nordmarkshyttan (vilket är också namnet för postorten). Den sistnämnda hyttan gick längst och lades ned år 1905. Ett femtontal gruvfält finns i Nordmarkstrakten och fyra fält drevs in i modern tid.

## Befolkningsutveckling
| Befolkningsutvecklingen i Nordmark/Nordmarksberg 1960–2015 | Befolkningsutvecklingen i Nordmark/Nordmarksberg 1960–2015 | Befolkningsutvecklingen i Nordmark/Nordmarksberg 1960–2015 | Befolkningsutvecklingen i Nordmark/Nordmarksberg 1960–2015 | Befolkningsutvecklingen i Nordmark/Nordmarksberg 1960–2015 |
| ---------------------------------------------------------- | ---------------------------------------------------------- | ---------------------------------------------------------- | ---------------------------------------------------------- | ---------------------------------------------------------- |
|                                                            |                                                            |                                                            |                                                            |                                                            |
| År                                                         |                                                            |                                                            | Folkmängd                                                  | Areal (ha)                                                 |
| 1960                                                       | 1960                                                       |                                                            | 348                                                        |                                                            |
| 1965                                                       | 1965                                                       |                                                            | 290                                                        |                                                            |
| 1970                                                       | 1970                                                       |                                                            | 348                                                        |                                                            |
| 1975                                                       | 1975                                                       |                                                            | 314                                                        |                                                            |
| 1980                                                       | 1980                                                       |                                                            | 274                                                        |                                                            |
| 1990                                                       | 1990                                                       |                                                            | 250                                                        | 163                                                        |
| 1995                                                       | 1995                                                       |                                                            | 266                                                        | 164                                                        |
| 2000                                                       | 2000                                                       |                                                            | 250                                                        | 164                                                        |
| 2005                                                       | 2005                                                       |                                                            | 234                                                        | 164                                                        |
| 2010                                                       | 2010                                                       |                                                            | 225                                                        | 163                                                        |
| 2015                                                       | 2015                                                       |                                                            | 96                                                         | 55#                                                        |
| Anm.: Från tätort till småort 2015. # Som småort.          |                                                            |                                                            |                                                            |                                                            |

## Gruvfält i modern tid

### Nordmarksberg

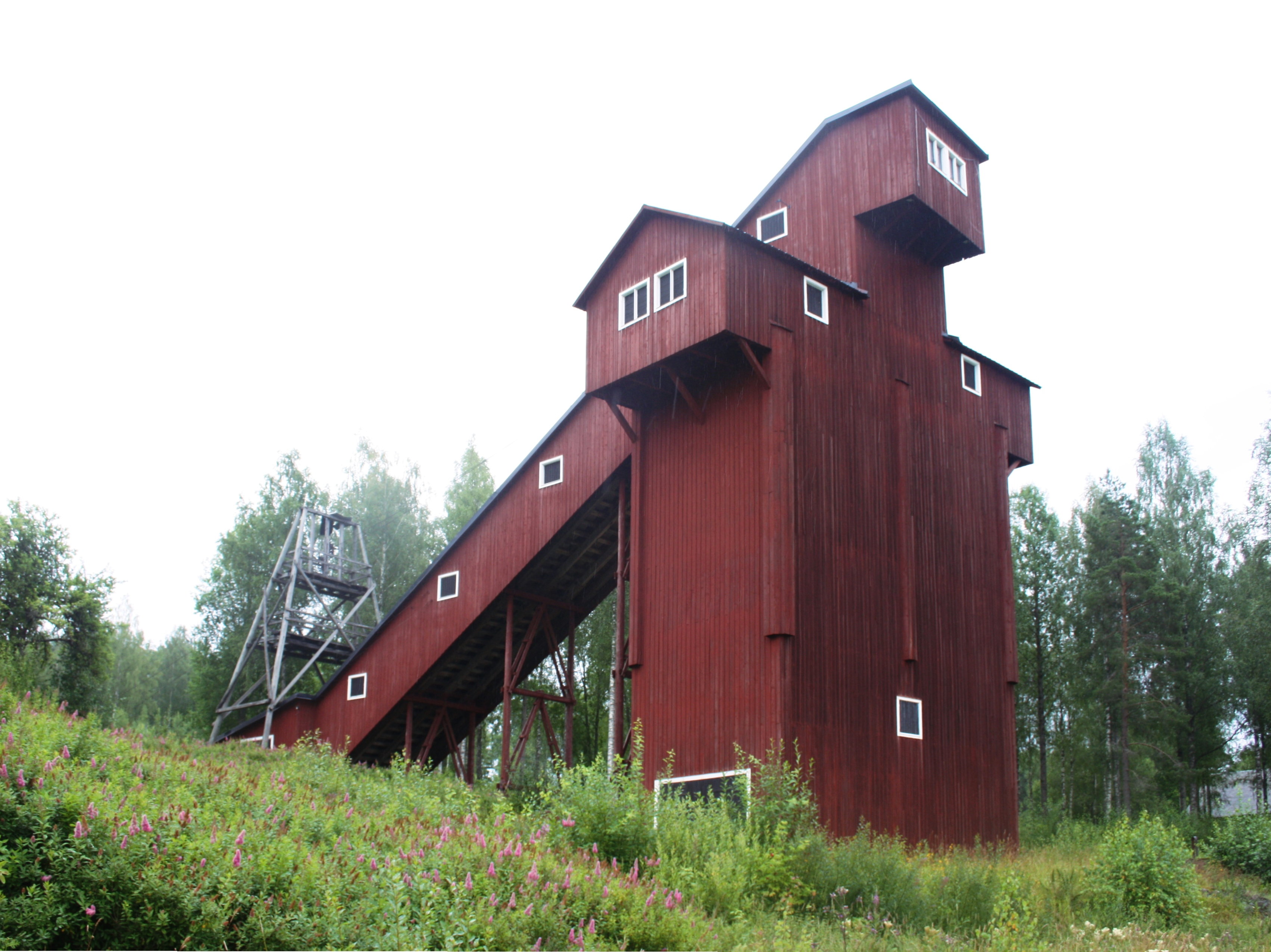
Laven vid Nygruveschaktet i Nordmarksberg

Äldst av gruvfälten är Nordmarksberg, där ett stort antal byggnader från gruvepoken finns bevarade, bland annat två gruvlavar (byggnader över gruvschakt), spelhus, magasinbyggnad, gruvstugor (omklädningsrum för gruvarbetarna) med mera. Gruvbrytningen lades här ned 1962. Gruvan är mycket mineralrik och till och med små mängder guld och silver har hittats. Gruvan står på 360 meters djup i förbindelse med Tabergs gruvor genom en 1000 meter lång ort (gruvgång). Gruvfältet är lättillgängligt och informativa skyltar finns runt om i området. Vid Gubbortslaven kan man också bese två gamla gruvlok som transporterat malm långt nere i gruvan. Här finns också stora och spektakulära gruvöppningar som ger en bra bild av hur gruvarbetet kunde gå till förr i tiden.

### Tabergs gruvor
Inte att förväxla med Tabergsgruvan i Småland.
Detta gruvfält upptäcktes 1702 och blev sedermera Värmlands djupaste gruva, med ett djup av drygt 500 meter. Redan år 1818 var Rämsgruvan 117 meter djup. År 1879 inträffade det stora raset som bildade "Tabergsstöten", vilken än idag kan beses. År 1909 var gruvan 395 meter djup och därmed bland de djupaste i Sverige. Uppfordringsschaktet, Oskars schakt, gick igenom gamla brytningsrum och för att förhindra ras i detta inkläddes schaktet med en cirka 90 meter hög sinnerstensmur mellan 218 och 127 meters nivå (Sverigerekord?). Detta arbete var slutfört år 1912. Påföljande år var en ny lave över schaktet klart. På 1940-talet drevs den ovan nämnda orten mellan Taberg och Nordmarksbergs gruvor. 1962 lades gruvbrytningen ned i fältet men anrikningsverket fortsatte sin drift med malm ifrån Finnmossens gruva, beläget några km sydväst om Taberg. I dag finns bland annat gruvkontoret (numera vävstuga), det vackra Räms magasin, nya gruvstugan och bergspelsbyggnad för Oskars schakt kvar vid gruvfältet. Den förnämsta lämningen är dock det restaurerade vattenhjulet som fortfarande finns kvar vid vägen upp till Sandsjön/Lesjöfors. Detta vattenhjul i trä som har en diameter av drygt 10 meter var kopplat till en så kallad stånggång och skötte pumpningen vid Tabergs gruvor under åren 1836 - 1915.

### Finnmossens gruvfält
Detta gruvfält upptäcktes år 1713. Det var malmletaren Nils Nilsson Jern, som i samarbete med bergsmannen Joen Ersson fann fyndigheten. Redan påföljande år var verksamheten ganska omfattande, då hela 37 man arbetade i gruvorna, vilka till antalet var fem stycken. 1802 lades driften ned men återupptogs under 1850-talet, då en ny konst (pumpanordning) byggdes. Under den här tiden, närmare bestämt 1856, skedde också en av de värsta gruvolyckorna i Sverige genom tiderna. Vid försöksarbeten i den så kallade Liljenbergsgruvan fick man oväntat genomslag med en vattenfylld gruva i närheten och hela tio man drunknade omedelbart. I mitten av 1870-talet erhöll gruvan järnväg, vilket också gällde för Taberg och Nordmarksberg. Det mesta av malmen från gruvorna i Nordmark gick hädanefter till det nyligen uppförda Hagfors järnverk. År 1900 började Tibergs schakt drivas, vilket fungerade som centralschakt fram till nedläggningen 1973. Maskinborrning med tryckluft infördes 1902] och Finnmossen var först med detta i Värmland. Tibergs schakt var 1922 308 meter djupt och i mitten på 1920-talet jobbade ca 25 man vid gruvorna. Anrikningsverket lades ned i slutet av 1940-talet och malmen anrikades i fortsättningen vid Tabergs gruvor. En brand i januari månad förstörde 1965] den dåvarande trälaven, men redan i december samma år stod en ny lave färdig. År 1973 lades gruvan ned, trots att man funnit en ny stor malmkropp i anslutning till de äldre malmerna. Vid gruvans nedläggande var schaktet drygt 400 meter djupt.

### Värmlandsbergsgruvan
Ställbergsbolagen var ett gruvbolag med ett flertal gruvor i sin ägo, bland annat Stripa, Ställberg och Idkerberget. Till skillnad mot det mäktiga Uddeholmsbolaget, som ägde Taberg, Nordmarksberg och Finnmossens gruvor, och även ägde järnverk, pappersbruk, kraftverk och skog så var Ställbergsbolagen ett renodlat gruvbolag. Under 1950-talet gjorde Ställbergsbolaget undersökningar efter nya malmer med hjälp av flygplan. Bland annat genomsöktes då Nordmarkstrakten. 1957 fick man "napp" på en järnmalmskropp ca en km öster om det gamla Nordmarksbergsfältet. År 1965 börjades schaktsänkning och fyra år senare påbörjades regelrätt malmbrytning. Gruvan var i drift till 1980 och var därmed Värmlands sista järnmalmsgruva i drift. Schaktet var vid nedläggandet drygt 400 meter djupt och huvudnivån låg på 390 meters avvägning. Idag återstår inte mycket av verksamheten, men några förråd finns i alla fall kvar.

## Nordmarks gruvmuseum
Vid hembygdsgården i Nordmark (sväng öster från riksväg 246 mot Sandsjön och sedan till vänster ca 200 meter innan Nordmarks kyrka) finns ett stort antal olika föremål från gruvdriften i trakten. Gruvmuseet ger en mycket bra bild av hur gruvarbetet kunde se ut förr i tiden. Ett flertal intressanta byggnader finns, bland annat Masmästargården, där chefen för Nordmarkshyttan bodde en gång i tiden, Bössmedja, Get-Annas stuga (hon levde på att sälja getmjölk under 1920-talet) Mineralmuseum, Gruvmuseum med mera. På sommaren finns också servering och möjlighet till guidning.

## Galleri

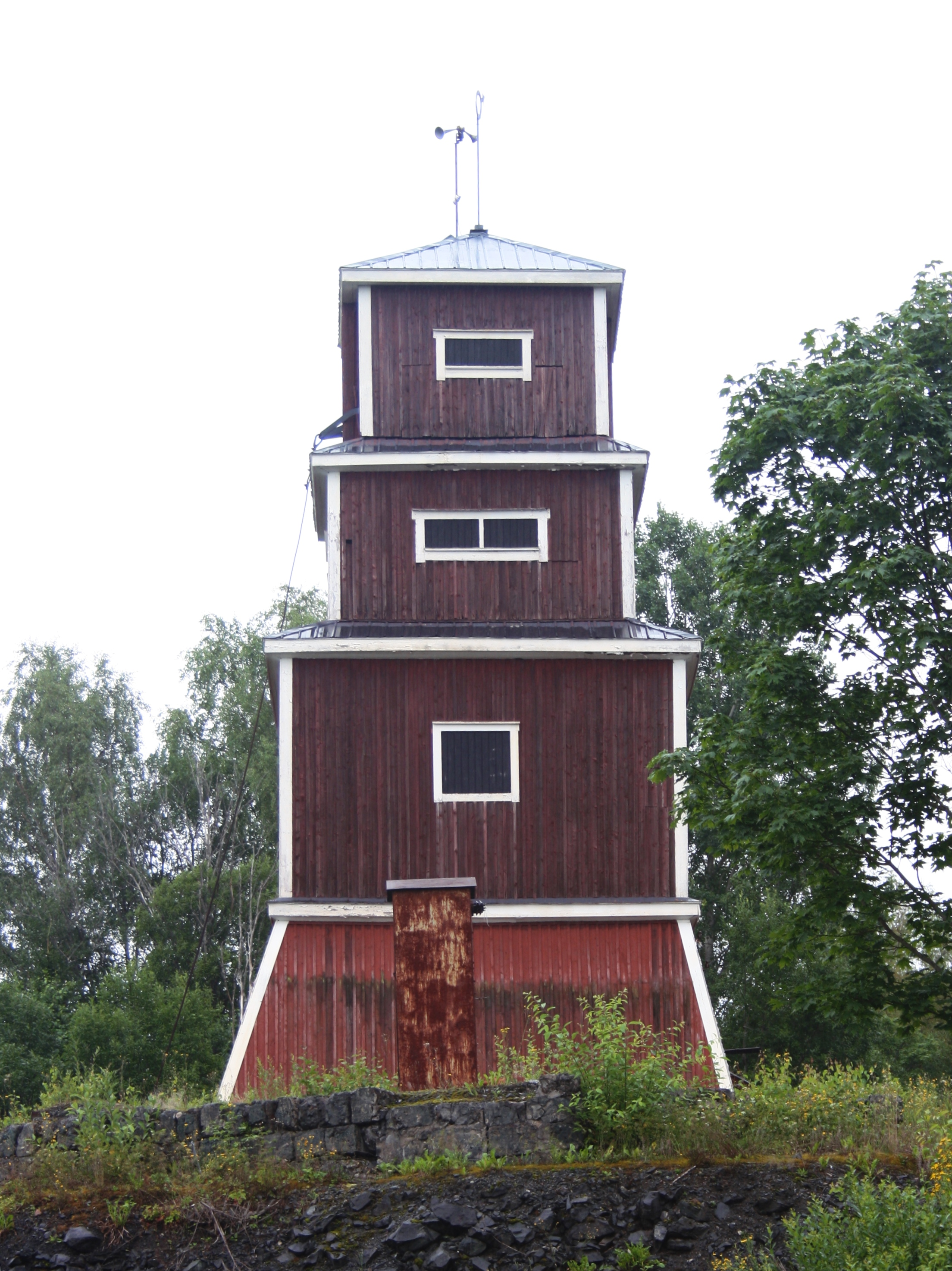
Gubbortslaven i Nordmarksberg
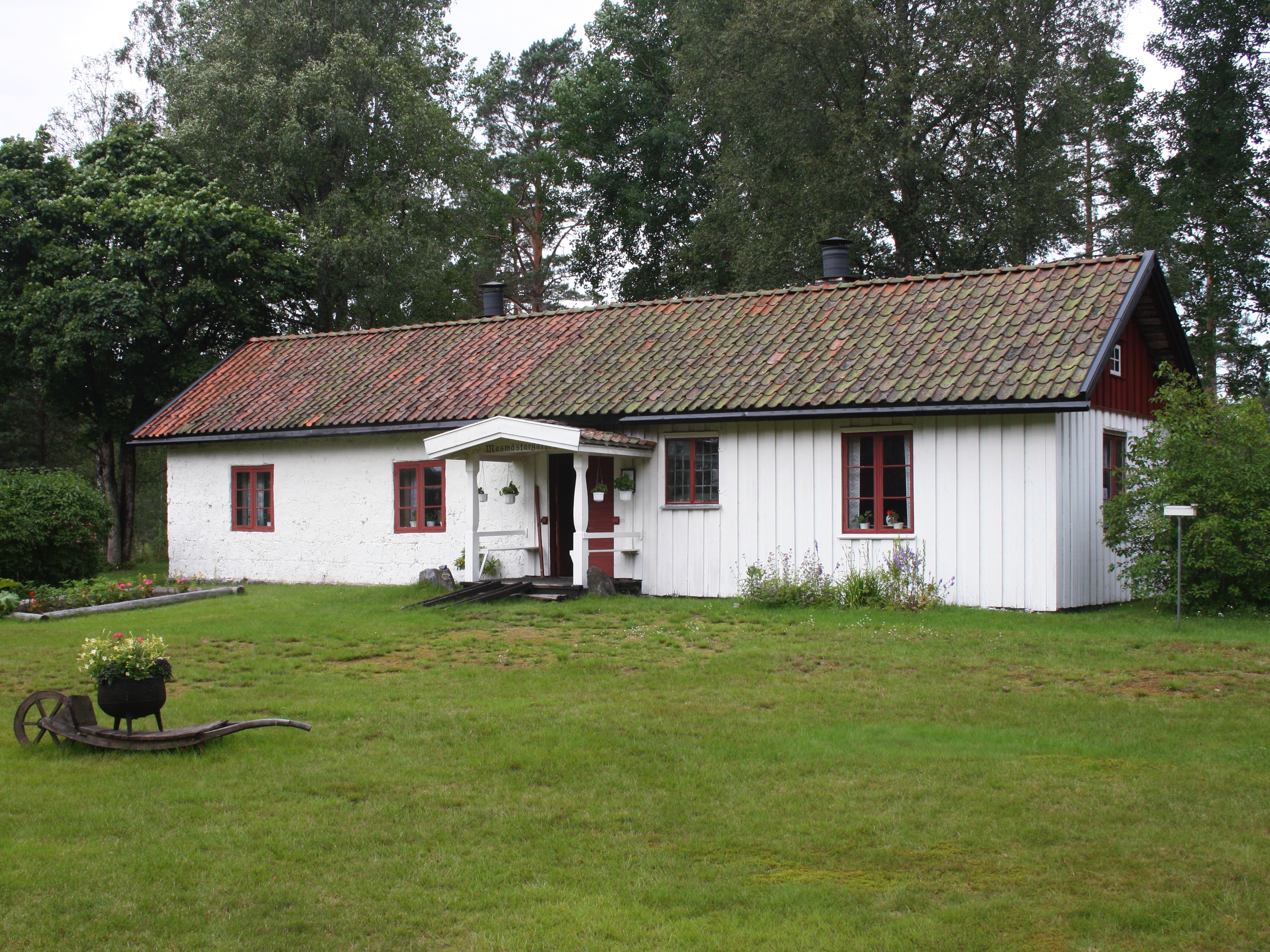
Masmästargården i Nordmarksberg
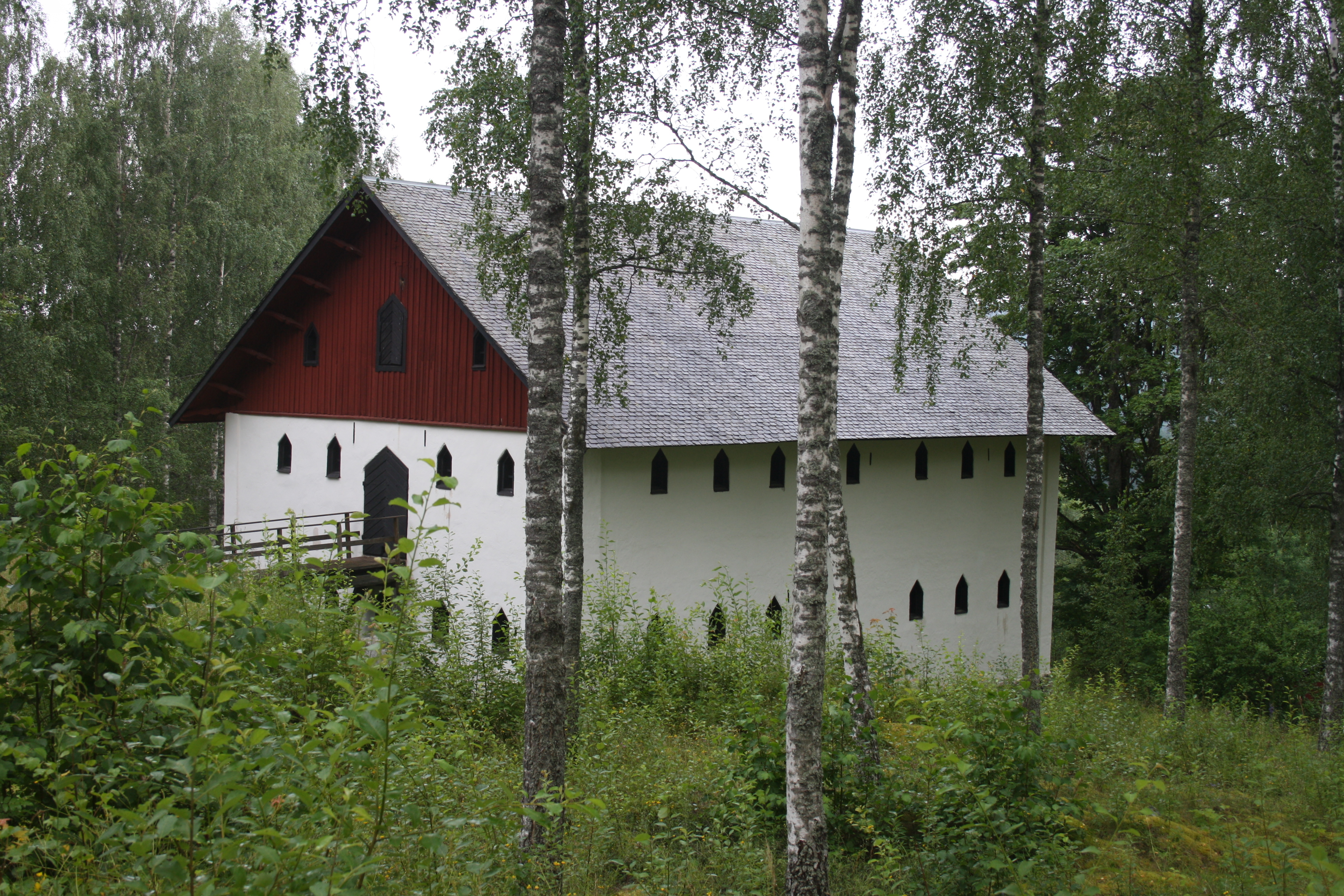
Magasinet i Nordmarksberg
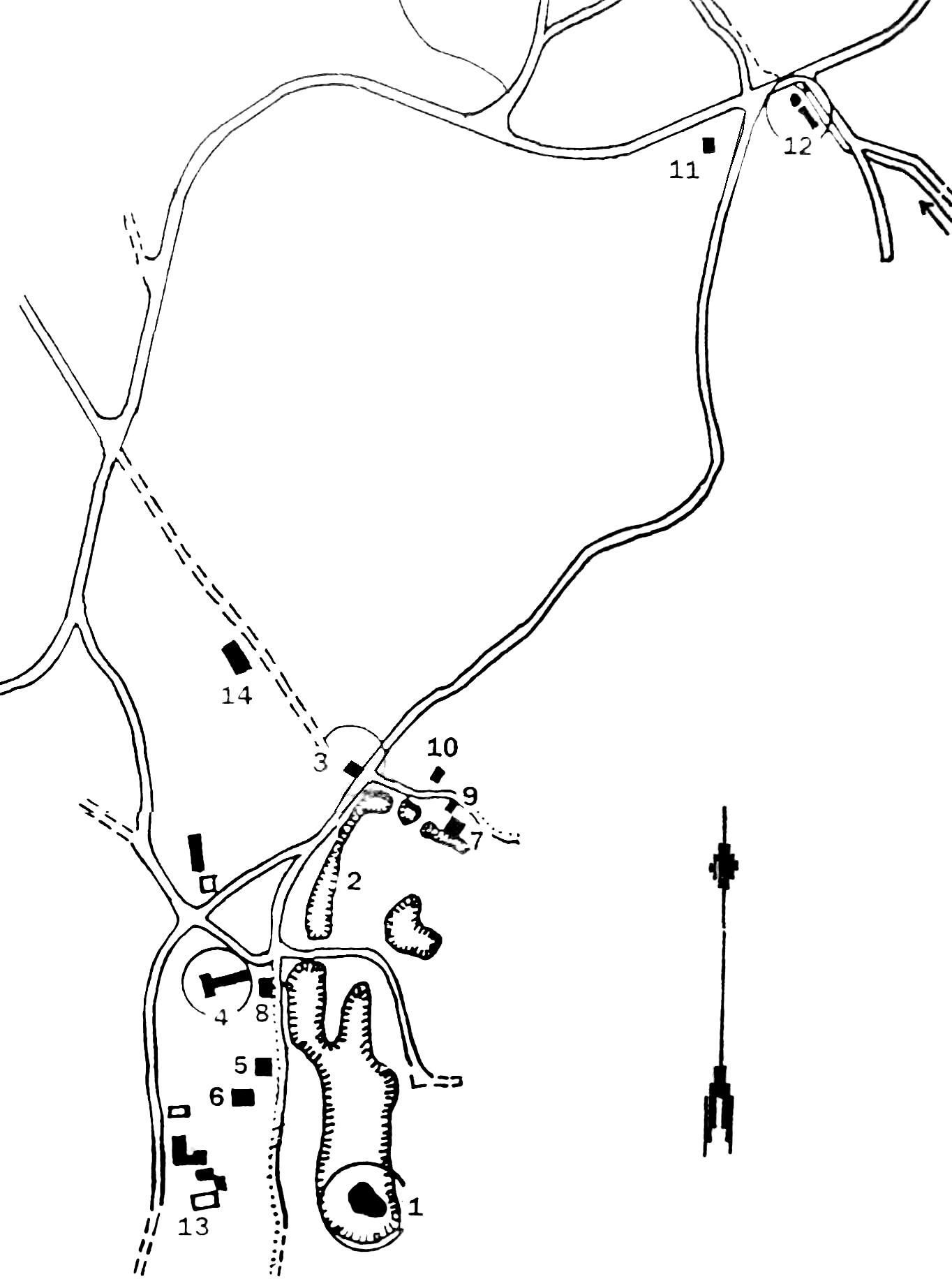
Karta över Nordmarksbergs gruvor